# 宮川哲
宮川 哲（みやがわ てつ、1995年10月10日 - ）は、奈良県生駒市出身のプロ野球選手（投手）。右投右打。東京ヤクルトスワローズ所属。

## 経歴

### プロ入り前
5歳から野球を始め、生駒市立生駒南第二小学校では生駒クラブライオンズ、生駒市立生駒南中学校は硬式野球のクラブチーム生駒ボーイズでプレー。中学時代には堺ビッグボーイズとの試合に外野手として出場し、投手として出場していた森友哉と対戦している。
高校は山形県の東海大山形に進学し、1年春からベンチ入り。当初は外野手や捕手としてプレーしていたが、2年春から投手を兼任し、3年夏は背番号18ながらもエース格で県ベスト8。打っては高校通算10本塁打、投げては最速144km/hと投打に高い潜在能力を発揮していた。甲子園出場経験はなし。
高校卒業後は上武大学に進学し、投手に専念。関甲新学生野球連盟のリーグ戦では4年時に春秋シーズン連続で最多勝とベストナインを獲得し、4年間通算では27試合・115回を投げ、13勝0敗・115奪三振・防御率0.94を記録。全国大会には6度出場した。10球団から調査書が届くなど、ドラフト候補として注目されていたが、指名漏れとなった。
大学卒業後は社会人野球の東芝に入社。1年目は都市対抗二次予選のブロック決定トーナメントに先発して5回無失点に抑えるも、この試合で右上腕部に違和感を覚え、その後も投球を続けたが、6月末のオープン戦で痛みが再発し、都市対抗本戦ではベンチ外であった。日本選手権ではメンバー入りし、新日鉄住金広畑との準々決勝では先発し、自己最速の152km/hを計測。8回途中3失点で勝利投手となり、チーム15大会ぶりのベスト4進出に貢献した。2年目は都市対抗西関東2次予選代表決定リーグ戦で自己最速を更新する154km/hを計測し、本戦では2試合に登板した。
2019年10月17日に行われたドラフト会議では、奥川恭伸の抽選を外した読売ジャイアンツと、佐々木朗希を外した埼玉西武ライオンズから1位指名を受け、抽選の結果西武が交渉権を獲得。11月12日に契約金1億円プラス出来高5000万円、年俸1600万円（金額はいずれも推定）で仮契約を結び、12月12日には新入団選手発表会が行われた。背番号は15。
なお、指名後に出場した日本選手権は初戦敗退であった。

### 西武時代

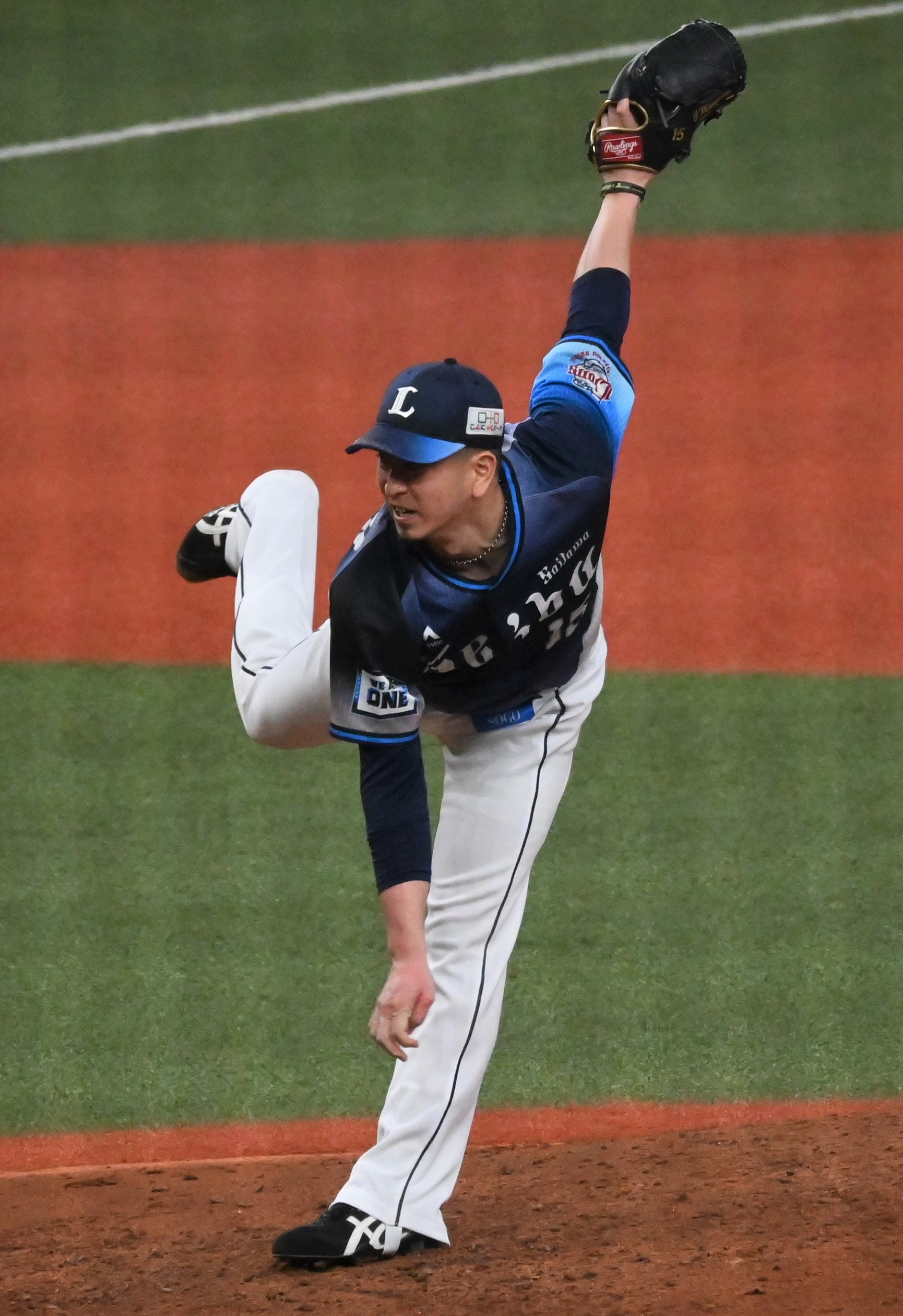
西武時代
（2022年4月15日 京セラドーム大阪）

2020年は春季キャンプをA班でスタートするも、右太ももの張りにより離脱。ただ、その後新型コロナウイルスの影響で試合数減・開幕延期となり、開幕前の練習試合ではリリーフとして好投し、開幕を一軍で迎えた。6月20日の北海道日本ハムファイターズ戦でプロ初登板を果たすと、7月3日のオリックス・バファローズ戦ではプロ初ホールド、10月1日のオリックス戦ではプロ初勝利を挙げるなど、シーズンを通してリリーフとして一軍に帯同。ルーキーイヤーは一軍で49試合に登板し、2勝1敗13ホールド・防御率3.83という成績を残し、オフに700万円増となる推定年俸2300万円で契約を更改した。
2021年も開幕を一軍で迎える。9回打ち切りの影響に加え、4月後半からは守護神増田達至が不調に陥り、4月29日から5月4日にかけて5連投を経験した。しかし、5月1日の日本ハム戦では乱調の増田に代わり急遽登板するも、連続四球でサヨナラの押し出し、同3日のオリックス戦では1回3失点で敗戦投手、翌4日の同カードでも失点を喫し、5月7日に出場選手登録を抹消された。同19日に再登録されたが、不安定な投球は続き、6月21日に再び登録抹消となった。以降は二軍調整となったが、イースタン・リーグでは22試合に登板して防御率5.96、22回2/3を投げて被安打24・与四球14と二軍でも不安定な投球が続いた。イースタン・リーグ終了後はフェニックス・リーグへ参加し、10月14日の阪神タイガースとの試合ではプロ入り後初めて対外試合で先発マウンドに上がった。2度目の登録抹消後は再び一軍へ昇格することができず、この年は29試合の登板で1勝2敗6ホールド・防御率6.57という成績にとどまった。オフに400万円減となる推定年俸1900万円で契約を更改した。
2022年も開幕を一軍で迎え、4月24日終了時点で防御率1.54、リーグ2位タイの11試合に登板とフル回転していたが、翌25日に無症状ながら新型コロナウイルス陽性判定を受け、出場選手登録を抹消された。5月17日に一軍へ復帰し、7月5日のオリックス戦では1点リードの延長12回裏から登板となり、2四球を与えながらも1イニングを無失点に抑えてプロ初セーブを挙げた。その後はシーズン終了まで一軍に帯同し、この年は45試合の登板で1勝0敗1ホールド1セーブ・防御率2.59を記録。オフに600万円増となる推定年俸2500万円で契約を更改した。
2023年はオープン戦で3試合に登板するも、計4回1/3を10安打1四球3失点と結果を残せず、開幕を二軍で迎えたが、首脳陣から二軍降格を通達された際に、併せて先発転向も通達された。二軍では9試合（6先発）に登板し、2勝0敗・防御率2.31と結果を残すと、6月1日の阪神戦でシーズン初登板・通算124試合目でプロ初先発となり、5回5安打4四球3奪三振1失点という内容でプロ初の先発勝利を挙げた。ただ、続く同8日の中日ドラゴンズ戦では5回9安打4四球6失点で敗戦投手となり、翌9日に出場選手登録を抹消されて以降はローテーションの谷間で2度先発機会を得たが、いずれも4回持たずに降板。この年は二軍では20試合の登板で6勝2敗・防御率2.45を記録し、イースタン・リーグの最優秀防御率のタイトルを獲得したが、一軍では4試合の先発登板で1勝2敗・防御率7.16という成績に終わった。オフに500万円減となる推定年俸2000万円で契約を更改。後述の東京ヤクルトスワローズへのトレードにより変更は無効になったが、12月5日に翌シーズンの背番号が34へ変更となることが発表されていた。

### ヤクルト時代
2023年12月21日、元山飛優とのトレードによる東京ヤクルトスワローズへの移籍が発表された。背番号は61。

## 選手としての特徴
直球の最速は 154 km/h。変化球はパワーカーブ、スライダー、カットボール、チェンジアップ、フォークを投げる。

## 人物
三人兄弟でいずれも野球をしており、兄の祐輝は智辯学園和歌山高校で2年春から4季連続で甲子園大会に出場。その後は同志社大学でプレーした。弟の寛志は奈良大学附属高校で甲子園に出場。高校卒業後は日本体育大学でプレーしていた。

## 詳細情報

### 年度別投手成績
| 年 度     | 球 団     | 登 板 | 先 発 | 完 投 | 完 封 | 無 四 球 | 勝 利 | 敗 戦 | セ 丨 ブ | ホ 丨 ル ド | 勝 率 | 打 者 | 投 球 回 | 被 安 打 | 被 本 塁 打 | 与 四 球 | 敬 遠 | 与 死 球 | 奪 三 振 | 暴 投 | ボ 丨 ク | 失 点 | 自 責 点 | 防 御 率 | W H I P |
| --------- | --------- | ----- | ----- | ----- | ----- | -------- | ----- | ----- | -------- | ----------- | ----- | ----- | -------- | -------- | ----------- | -------- | ----- | -------- | -------- | ----- | -------- | ----- | -------- | -------- | ------- |
| 2020      | 西武      | 49    | 0     | 0     | 0     | 0        | 2     | 1     | 0        | 13          | .667  | 202   | 44.2     | 40       | 1           | 29       | 0     | 1        | 45       | 3     | 0        | 21    | 19       | 3.83     | 1.54    |
| 2021      | 西武      | 29    | 0     | 0     | 0     | 0        | 1     | 2     | 0        | 6           | .333  | 117   | 24.2     | 23       | 4           | 18       | 0     | 3        | 30       | 5     | 0        | 18    | 18       | 6.57     | 1.66    |
| 2022      | 西武      | 45    | 0     | 0     | 0     | 0        | 1     | 0     | 1        | 1           | 1.000 | 205   | 48.2     | 46       | 3           | 19       | 1     | 0        | 44       | 3     | 0        | 17    | 14       | 2.59     | 1.34    |
| 2023      | 西武      | 4     | 4     | 0     | 0     | 0        | 1     | 2     | 0        | 0           | .333  | 83    | 16.1     | 23       | 3           | 13       | 0     | 2        | 9        | 1     | 0        | 13    | 13       | 7.16     | 2.20    |
| 2024      | ヤクルト  | 4     | 0     | 0     | 0     | 0        | 0     | 0     | 0        | 0           | ----  | 21    | 4.0      | 9        | 0           | 1        | 0     | 0        | 4        | 0     | 0        | 3     | 3        | 6.75     | 2.50    |
| 通算：5年 | 通算：5年 | 131   | 4     | 0     | 0     | 0        | 5     | 5     | 1        | 20          | .500  | 628   | 138.1    | 141      | 11          | 80       | 1     | 6        | 132      | 12    | 0        | 72    | 67       | 4.36     | 1.60    |

- 2024年度シーズン終了時

### 年度別守備成績
| 年 度 | 球 団    | 投手  | 投手  | 投手  | 投手  | 投手  | 投手     |
| 年 度 | 球 団    | 試 合 | 刺 殺 | 補 殺 | 失 策 | 併 殺 | 守 備 率 |
| ----- | -------- | ----- | ----- | ----- | ----- | ----- | -------- |
| 2020  | 西武     | 49    | 3     | 4     | 0     | 0     | 1.000    |
| 2021  | 西武     | 29    | 1     | 1     | 0     | 0     | 1.000    |
| 2022  | 西武     | 45    | 2     | 8     | 0     | 0     | 1.000    |
| 2023  | 西武     | 4     | 2     | 2     | 0     | 1     | 1.000    |
| 2024  | ヤクルト | 4     | 0     | 1     | 0     | 0     | 1.000    |
| 通算  | 通算     | 131   | 8     | 16    | 0     | 1     | 1.000    |

- 2024年度シーズン終了時

### 記録
初記録
- 初登板：2020年6月20日、対北海道日本ハムファイターズ2回戦（メットライフドーム）、8回表に3番手で救援登板、1回無失点
- 初奪三振：同上、8回表に大田泰示から空振り三振
- 初ホールド：2020年7月3日、対オリックス・バファローズ4回戦（メットライフドーム）、10回表に5番手で救援登板、1/3回無失点
- 初勝利：2020年10月1日、対オリックス・バファローズ21回戦（京セラドーム大阪）、7回裏に3番手で救援登板、1回無失点
- 初セーブ：2022年7月5日、対オリックス・バファローズ13回戦（京セラドーム大阪）、12回裏に7番手で救援登板・完了、1回無失点
- 初先発登板・初先発勝利：2023年6月1日、対阪神タイガース3回戦（ベルーナドーム）、5回1失点

### 背番号
- 15（2020年 - 2023年）[注 2]
- 61（2024年 - ）

### 登場曲
- 「止まらないHa〜Ha」矢沢永吉